# Блахница де Сус (Горж)
Блахница де Сус (рум. Blahnița de Sus) насеље је у Румунији у округу Горж у општини Сачелу. Oпштина се налази на надморској висини од 389 m.

## Становништво
Према подацима из 2002. године у насељу је живело 567 становника, од којих су сви румунске националности.